# Anomochloa
Anomochloa je monotipski rod trava svrstan u vlastiti tribus Anomochloeae, dio potporodice Anomochlooideae (predstavlja najstariju postojeću lozu trava). Jedina vrsta je A. marantoidea, hemikriptofit iz sjeveroistočnog Brazila.
Monotipska Anomochloa je izuzetno rijetka i ograničena na Atlantsku šumu južne države Bahia u Brazilu, gdje su do danas zabilježene samo dvije prirodne populacije. Poznavanje A. marantoidea smatra se ključnim za razumijevanje evolucijskih i diverzifikacijskih obrazaca kod Poaceae.